# Kanker
La ville de Kanker est le chef-lieu du district de Kanker dans l'État du Chhattisgarh en Inde.

## Histoire
L'État de Kanker (en) était un État princier des Indes, dirigé par des souverains qui portèrent le titre de "radjah" puis de "maharadjah". Cette principauté subsista jusqu'en 1948 puis fut intégrée dans l'État du Madhya-Pradesh, et aujourd'hui, dans l'État de Chhattisgarh.

### Liste des radjahs puis maharadjahs de Kanker
- ? - 1802 Shyam Singh Dev
- 1802-1809 Bhoop Dev (+1839)
- 1818-1839 Bhoop Dev (rétabli)
- 1839-1853 Padma Dev (+1853)
- 1853-1903 Narhar Dev (1850-1903)
- 1903-1925 Kamal Dev (+1925)
- 1925-1948 Bhanu Pratap Dev (1922-1969)